# Sananawa
Sananawa (auch: Sananaoua) ist ein Weiler in der Landgemeinde Kellé in Niger.

## Geographie
Der Weiler liegt rund 49 Kilometer südöstlich des Hauptorts Kellé der gleichnamigen Landgemeinde, die zum Departement Gouré in der Region Zinder gehört. Ein Nachbardorf von Sananawa ist Boudjouri im Nordwesten.
Es herrscht das Klima der Sahelzone vor, mit einer durchschnittlichen jährlichen Niederschlagsmenge zwischen 300 und 400 mm. Beim Weiler erstreckt sich das 9700 Hektar große Waldschutzgebiet Forêt classée de Sananawa.

## Geschichte
Der britische Reiseschriftsteller A. Henry Savage Landor passierte den Weiler Sananawa 1906 bei seiner zwölfmonatigen Afrika-Durchquerung.

## Bevölkerung
Bei der Volkszählung 2012 hatte Sananawa 762 Einwohner, die in 183 Haushalten lebten. Die Bevölkerungsdichte in diesem Gebiet ist mit 10 bis 20 Einwohnern je Quadratkilometer relativ gering.

## Wirtschaft und Infrastruktur
Die Siedlung liegt in einem Gebiet des Übergangs zwischen der Naturweidewirtschaft des Nordens und des Ackerbaus des Südens, was zu Landnutzungskonflikten führt.